# 和平区 (台中市)

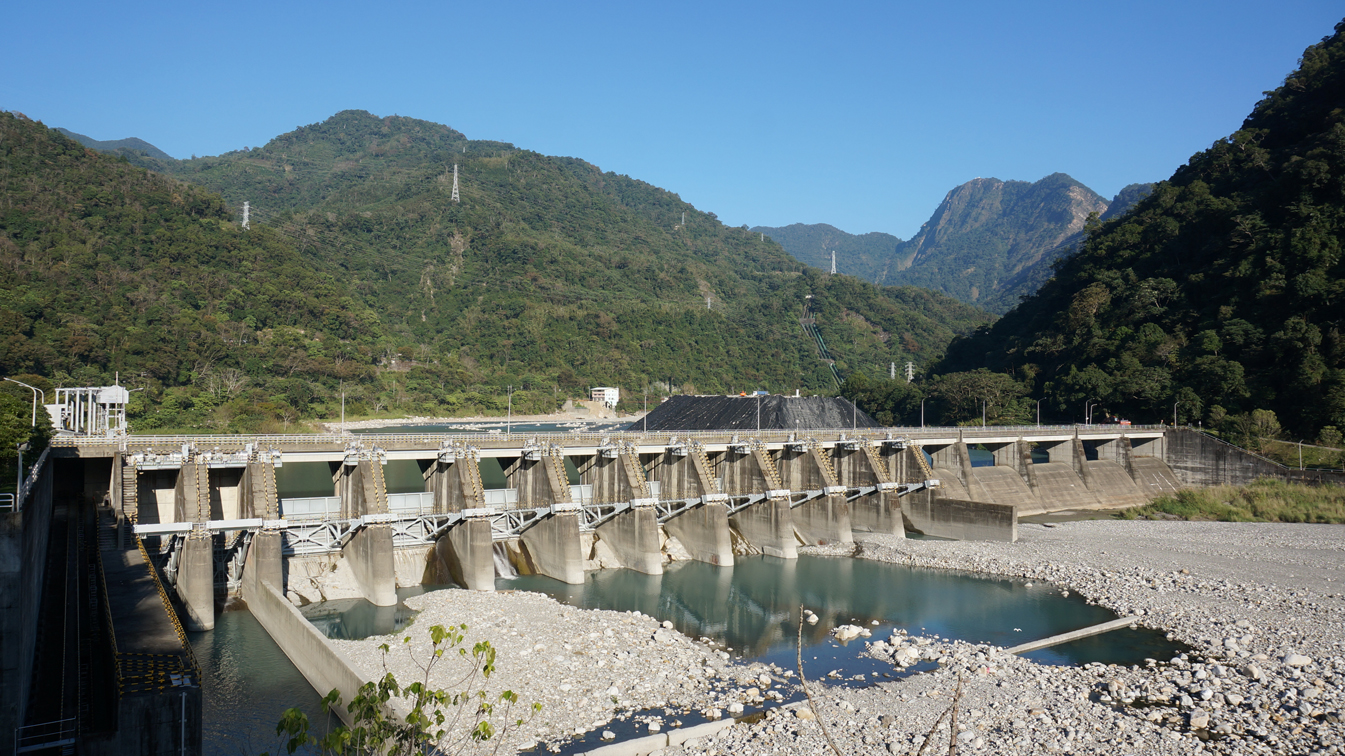
大甲渓を仕切る馬鞍ダム

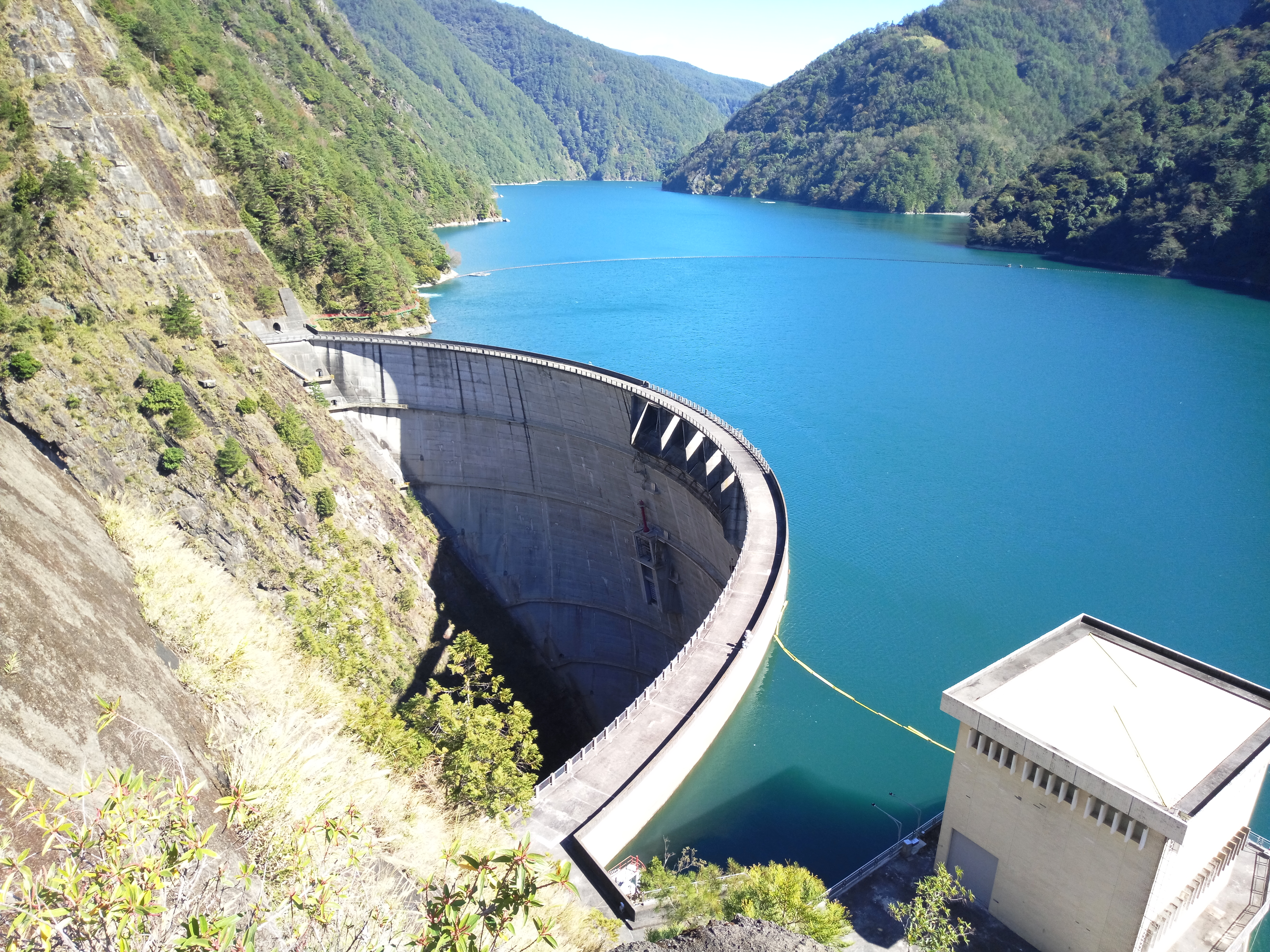
徳基ダムと徳基水庫

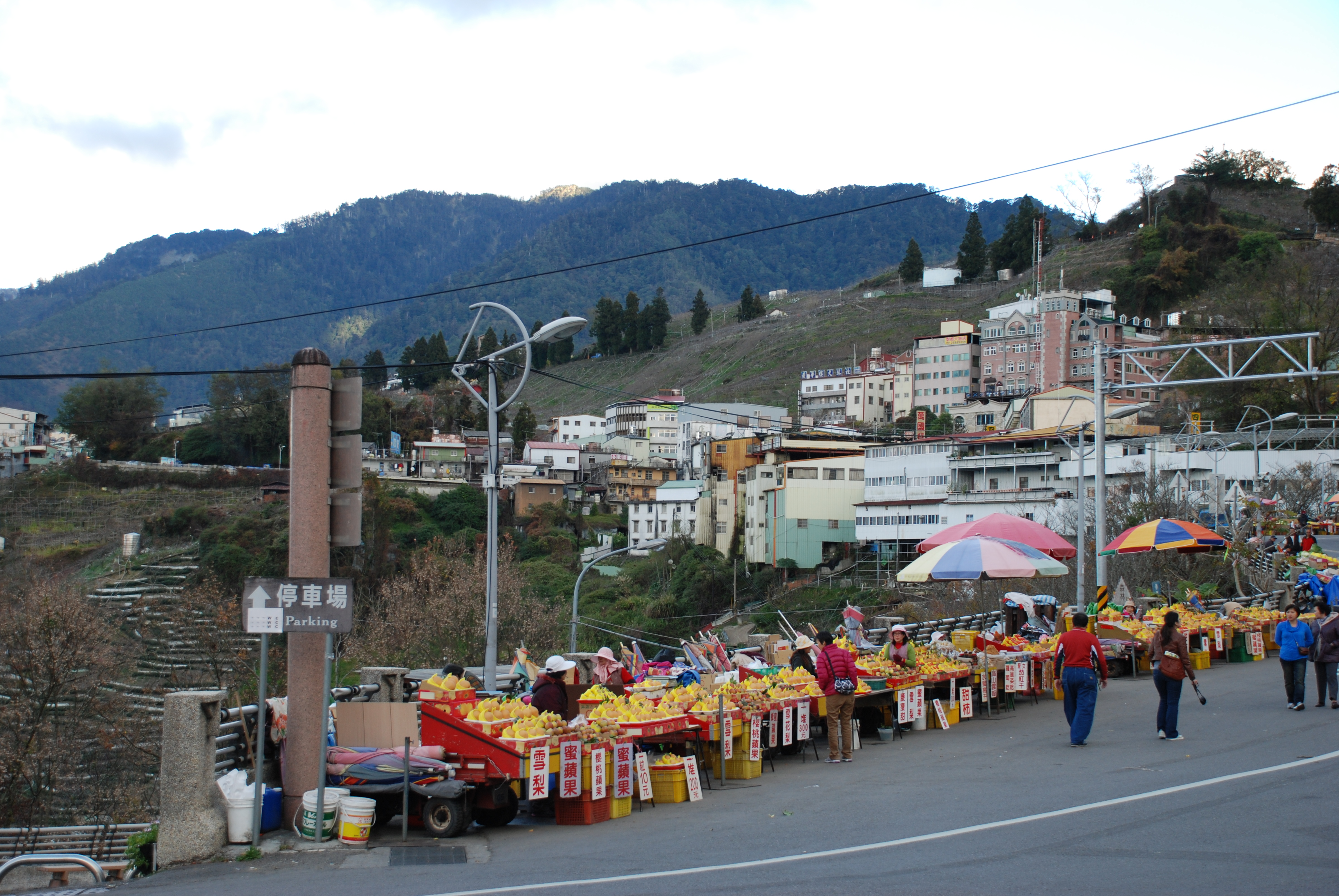
梨山果物街から望む梨山集落

和平区（ホーピン/わへい-く）は台中市の市轄区。台中市内で最大面積を有する地方行政区域で、ほかの区域に比べ原住民が多いエリアでもある。

## 地理
和平区は台中市の東部に位置し、雪山山脈南麓に位置するため全域が山岳地帯で構成されており、平地は極めて少ない。区内は大甲渓が貫いている。名高い「谷関温泉」や「雪覇国家公園」は本区内にあり、多くの観光資源に恵まれている。

## 行政区
| 里                                                             |
| -------------------------------------------------------------- |
| 平等里、梨山里、博愛里、天輪里、南勢里、中坑里、自由里、達観里 |

## 歴代区長
| 代 | 氏名 | 任期 |
| -- | ---- | ---- |

## 教育

### 国民中学
- 台中市立和平国民中学

### 国民小学
- 台中市和平区和平国民小学
- 台中市和平区平等国民小学谷関分校
- 台中市和平区中坑国民小学
- 台中市和平区梨山国民小学
- 台中市和平区自由国民小学
- 台中市和平区博愛国民小学
- 台中市和平区自由国民小学烏石分校
- 台中市和平区達観国民小学
- 台中市和平区白冷国民小学
- 台中市和平区平等国民小学

## 交通
| 種別 | 路線名称 | その他               |
| ---- | -------- | -------------------- |
| 省道 | 台7甲線  | 中部横貫公路宜蘭支線 |
| 省道 | 台8線    | 中部横貫公路         |

## 観光

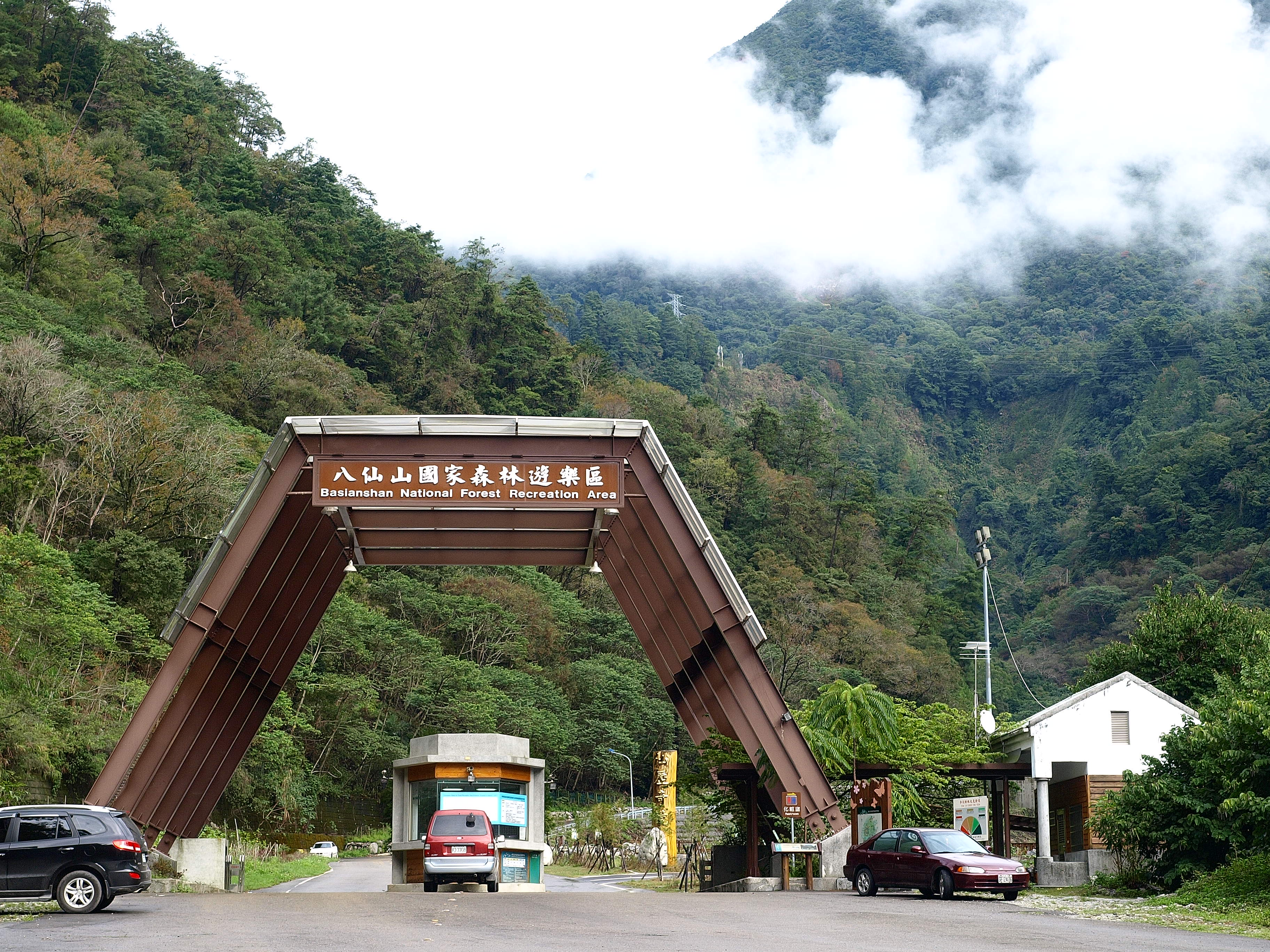
八仙山国家森林遊楽区

- 谷関
- 谷関温泉（明治温泉）
- 雪覇国家公園
- 武陵国家森林遊楽区（中国語版）
- 武陵農場（中国語版）
- 大雪山国家森林遊楽区（中国語版）
- 八仙山
- 参山国家風景区
- 梨山
- 裡冷集落（中国語版）（リラン）
- 徳基ダム湖
- 白冷吊橋
- 稍来山